# Be’er Ora
Beʾer Ora (hebräisch בְּאֵר אוֹרָה Bəʾer Ōrah, deutsch ‚Brunnen des Ora‘ [Name eines Baches]) ist eine Gemeinde 19 Kilometer nördlich von Eilat im Süden Israels. In der ʿArava-Region liegt es westlich der Nationalstraße , nördlich des Kibbuz Eilot und südlich von Elifaz und Timna Park. Es fällt unter die Zuständigkeit des Regionalverbands Chevel Eilot. Im Jahr 2018 hatte Beʾer Ora 965 Einwohner.

## Geschichte
Vor der Gründung Beʾer Oras, dessen Namen sich aus „Brunnen“ sowie dem benachbarten Berg und Bach „Ora“ zusammensetzt, versorgte der namengebenden Brunnen als erste Frischwasserquelle Eilat, bevor dieses an das nationale Wassernetzwerk angeschlossen wurde. Das Landwirtschaftsministerium gründete 1949 an dem Brunnen (בְּאֵר Bəʾer) in der ʿAravah einen landwirtschaftlichen Betrieb zur Erforschung und Entwicklung von Landwirtschaft in trockenem Klima. Auf einer Webseite der Ben-Gurion-Universität im Negev ist zu lesen, dass die „klimatischen Bedingungen in Beʾer-Ora […] zu den schwierigsten in Israel [gehören], insbesondere im Sommer: Die täglichen Höchsttemperaturen liegen im Durchschnitt bei fast 40 ° C, die relative Luftfeuchtigkeit sinkt am Mittag auf 20–25 %. Die Sonnenintensität auf einer horizontalen Fläche in Beʾer Ora liegt im Hochsommer nahe bei 1 kW / m², was eine der höchsten Intensitäten der Welt ist.“

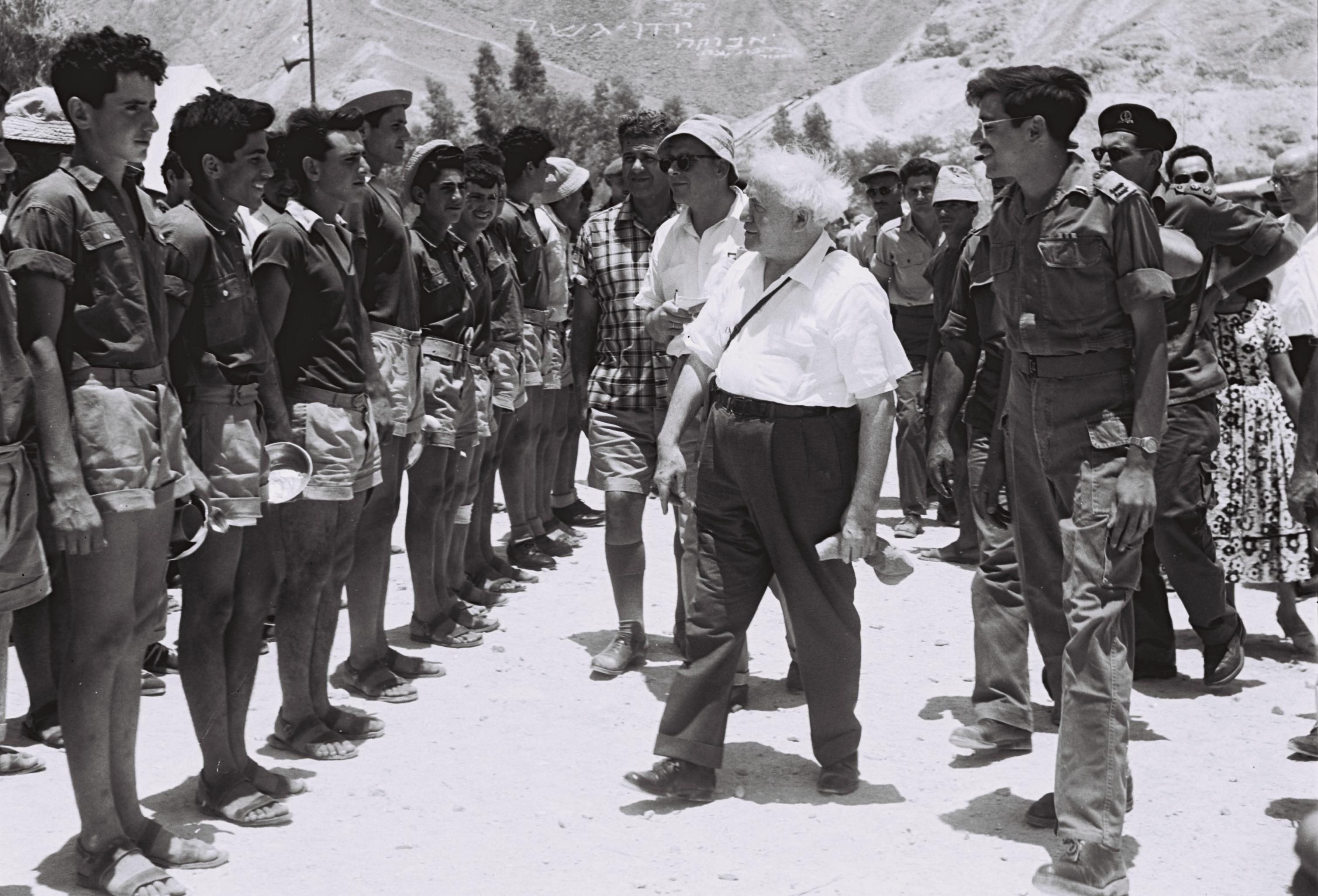
David Ben-Gurion besucht das Gadna-Camp in Beʾer Ora (1957)

Die Israelischen Verteidigungsstreitkräfte gründeten 1950 in Beʾer Ora das erste Gadna-Ausbildungscamp. Dieses Gadna-Camp war bis Anfang der 1990er Jahre in Betrieb. In David Grossmans Roman Kommt ein Pferd in die Bar spielt das Gadna-Camp Beʾer Ora eine zentrale Rolle – im Rückblick auf die Zeit Mitte der 1950er Jahre.
Am 18. März 1968 wurde durch einen Anschlag der Fatah in der Nähe von Beʾer Ora ein israelischer Schulbus von einer Mine in die Luft gesprengt. Dabei wurden zwei Erwachsene getötet und zehn Kinder verletzt.
Auf seinem Gelände sollte in Zusammenarbeit mit dem Jüdischen Nationalfonds (JNF) ein neues JNF-GADNA-Jugenddorfes entstehen, für das es Planungen seitens der Ben-Gurion-Universität gab.

„Das Programm für das Camp sieht die Unterbringung von 400 Jugendlichen und 100 Mitarbeitern vor. Es wird erwartet, dass die Jugendlichen ungefähr eine Woche im Lager verbringen, in der die GADNA-Auszubildenden eine vormilitärische Ausbildung absolvieren, und die JNF-Auszubildenden - aus Israel und dem Ausland - werden in die Fortschritte und Erfolge der israelischen Wüstenentwicklung eingeführt. Das Camp wird aus 15 bis 20 Gebäuden bestehen, darunter die Schlafsäle für die Auszubildenden, ein Speisesaal und eine separate Cafeteria, eine Versammlungshalle und eine Synagoge, ein Verwaltungsgebäude, eine medizinische Klinik, Personalunterkünfte, Trainings- und Sportbereiche sowie ein Schwimmbad. Die Gestaltung des Lagers, Von der Gestaltung bis zur Gestaltung der einzelnen Gebäude soll thermischer Komfort bei geringstem Energieeinsatz erreicht werden. Zu diesem Zweck werden Gebäude für die Winterheizung auf passive Energie und im Sommer auf natürliche Kühlmethoden angewiesen sein. Die Gestaltung der angeschlossenen Außenbereiche und Fußgängerwege zielt darauf ab, auch dort die thermischen Bedingungen zu verbessern.“

Ob diese Planungen realisiert wurden und ob sie in Zusammenhang standen mit den Abbrucharbeiten von 2011, bei denen historische Gebäude des Camps – ausgenommen der Bunker, das Schwimmbad und der Brunnen – Opfer eines Asbestsanierungsprojekts wurden, lässt sich nicht feststellen.
2001 entstand neben dem verlassenen Camp das neue Beʾer Ora als Wohnsiedlung. Durch sie soll die ʿAravah belebt und mehr Menschen aus Zentralisrael in den Negev gebracht werden.
Am 4. Dezember 2014 ereignete sich in der Nähe von Beʾer Ora eine der schlimmsten Umweltkatastrophen in der Geschichte Israels. Während der Wartungsarbeiten wurde die Trans-Israel Ölpipeline beschädigt, 600.000 Gallonen Rohöl flossen aus, führten zu Atemwegserkrankungen bei Anwohnern, kontaminierten die Umwelt und bedrohten die Tierwelt.

## Luftfahrt
2004 entschied die Regierung den Flughafen Eilat auf eine freie Fläche nahe Beʾer Ora zu versetzen. Diese Entscheidung fiel, da der Flughafen Eilat sehr nahe an Wohngebieten und Gewerbegebieten lag. Der neue Flughafen Ramon wurde offiziell am 21. Januar 2019 eröffnet; er ist „der bestgesicherte Flughafen des Landes. Der höchste Zaun der Welt (sechs Meter) gegen Anti-Panzer-Granaten, hochentwickelte Sicherheitskameras und Radar-Ausrüstung sollen dafür sorgen, dass am Ramon-Flughafen nichts dem Zufall überlassen wird. Der Zaun wird 34 Kilometer messen.“ Der neue Flughafen hat zudem eine wichtige strategische Bedeutung:

„Der Flughafen bietet zudem eine Alternative in möglichen Krisenzeiten: Er wurde so gebaut, dass die Möglichkeit besteht, jedes vom Ben Gurion umgeleitete Flugzeug aufnehmen zu können – Eine Lehre aus dem Gazakrieg in 2014. Damals wurde der Flugverkehr ausländischer Anbieter aus Angst vor palästinensischen Raketen kurzzeitig eingestellt. Außerdem fürchtet Israel einen Angriff der libanesischen Hisbollah auf den "Ben Gurion" Flughafen.“